# Hegyfalu
Hegyfalu je obec v maďarské župě Vas.
Rozkládá se na ploše 11,89 km² a roce 2011 zde žilo 773 obyvatel.
Název je složen ze slov hegy a falu a znamená horská vesnice.